# 向朗
向 朗（しょう ろう）は、中国後漢末期から三国時代の政治家。字は巨達。荊州襄陽郡宜城県の人。子は向条。甥は向寵、向充。

## 事績
幼少時に父を失い、二人の兄に育てられた。若い頃は司馬徽に師事し、徐庶・龐統・韓嵩らと親交を結んだ。その後、劉表に仕官して臨沮県長となった。劉表死後は劉備に仕えた。
行政能力に優れ、劉備が荊州南部4郡を得た際には秭帰・夷道・巫・夷陵の4県を任された。益州平定後は巴西太守・牂牁太守・房陵太守など、郡太守を歴任した。
劉禅が皇帝に即位すると歩兵校尉に任命された。王連の没後は後任の丞相長史となり（王連伝）、建興3年（225年）の南征の際に留守を任された。
建興5年（227年）、北伐に際し諸葛亮に従って漢中へ赴いた。向朗は平素より馬謖と親しかったので、街亭の戦いで敗北した馬謖が逃亡するのを黙認した。このため、諸葛亮に恨まれて免職された（馬謖伝には記述がない）。
数年後、光禄勲として復職を許された。諸葛亮の死後は左将軍・行丞相事となり、以前の功績を評価されて顕明亭侯に封ぜられ、特進の位を与えられた。
若い頃から学問を好んでいたが、品行ではなく実務能力によって称えられた。丞相長史を免職されて以降は、古典の研究に勤しむようになり、80歳を過ぎても自ら書物を校訂してやまなかった。門戸を開いて賓客に接し後進を教導したが、古典の解釈のみを論じ世相について語ろうとしなかったため、皆に敬われた。
延熙10年（247年）に死去した。
子への遺言として、春秋左氏伝を引用し禄利による堕落を戒め、貧乏を憂慮せず和を以て貴しとせよとの言葉を遺している。
子の向条も博学多識で知られ、景耀年間に御史中丞となり、後に西晋に仕えて江陽太守・南中軍司馬となった。

## 評価
陳寿は「学問を好んで倦むことはなかった。史書に記すに値する人物である」と向朗を評している。
廖立は「向朗は昔から馬良兄弟ごときを奉じて聖人と言っているが、このような者は丞相長史には不適格である」と向朗を批判している（廖立伝）。
楊洪は留府長史の人事について諸葛亮に尋ねられた際、「私情を挟まない性格の向朗が適任です」と進言している（楊洪伝）。